# Sorbus longii
Sorbus longii är en rosväxtart som beskrevs av K. Rushforth. Sorbus longii ingår i släktet oxlar, och familjen rosväxter. Inga underarter finns listade i Catalogue of Life.